# Dissection (album)
Dissection è il secondo album dei Crimson Thorn, pubblicato nel 1997.

## Tracce
1. Beaten Beyond
2. Eternal Life
3. Deepest Affliction
4. Dissection
5. Putrid Condemnation
6. All Authority
7. Blood Letting
8. My Salvation
9. Suffering
10. I Ask
11. 2nd Timothy
12. Grave and Rebirth
13. Psallo
14. Loud 'n' Clear